# Bębnowo
Bębnowo is een plaats in het Poolse district  Mławski, woiwodschap Mazovië. De plaats maakt deel uit van de gemeente Radzanów en telt 140 inwoners.